# Вандеркук Лејк (Мичиген)
Вандеркук Лејк (енгл. Vandercook Lake) насељено је место без административног статуса у америчкој савезној држави Мичиген.

## Демографија
По попису из 2010. године број становника је 4.721, што је 88 (-1,8%) становника мање него 2000. године.
| Група             | 2000.         | 2010.         |
| Белци             | 4.556 (94,7%) | 4.431 (93,9%) |
| Афроамериканци    | 57 (1,2%)     | 61 (1,3%)     |
| Азијати           | 3 (0,1%)      | 10 (0,2%)     |
| Хиспаноамериканци | 115 (2,4%)    | 107 (2,3%)    |
| Укупно            | 4.809         | 4.721         |